# Tom Southam
Tom Southam (Penzance, 28 maggio 1981) è un dirigente sportivo ed ex ciclista su strada britannico.

## Palmarès
- 2002 (dilettanti)

6ª tappa Surrey League 5 Days
- 2008 (dilettanti)

Classifica generale Surrey League 5 Days

## Piazzamenti

### Classiche monumento
- Liegi-Bastogne-Liegi

2006: ritirato

### Competizioni mondiali
- Campionati del mondo

Plouay 2000 - In linea Under-23: ritirato
Zolder 2002 - In linea Under-23: 67º
Hamilton 2003 - Cronometro Under-23: 27º
Hamilton 2003 - In linea Under-23: 59º
Verona 2004 - In linea Elite: ritirato
Madrid 2005 - In linea Elite: ritirato

### Competizioni europee
- Campionati europei

Kielce 2000 - Cronometro Under-23: 45º
Atene 2003 - Cronometro Under-23: 24º